# Liu Haili
Liu Haili (刘海莉S; Haicheng, 24 dicembre 1984) è un'ex multiplista cinese.

## Palmarès
| Anno | Manifestazione             | Sede    | Evento     | Risultato | Prestazione | Note |
| ---- | -------------------------- | ------- | ---------- | --------- | ----------- | ---- |
| 2006 | Campionati asiatici indoor | Pattaya | Pentathlon | Argento   | 4220 p.     |      |
| 2007 | Giochi asiatici indoor     | Macao   | Pentathlon | Argento   | 4063 p.     |      |
| 2008 | Giochi olimpici            | Pechino | Eptathlon  | 19ª       | 6041 p.     |      |
| 2009 | Giochi asiatici indoor     | Hanoi   | Pentathlon | Argento   | 3908 p.     |      |